# Matianusok

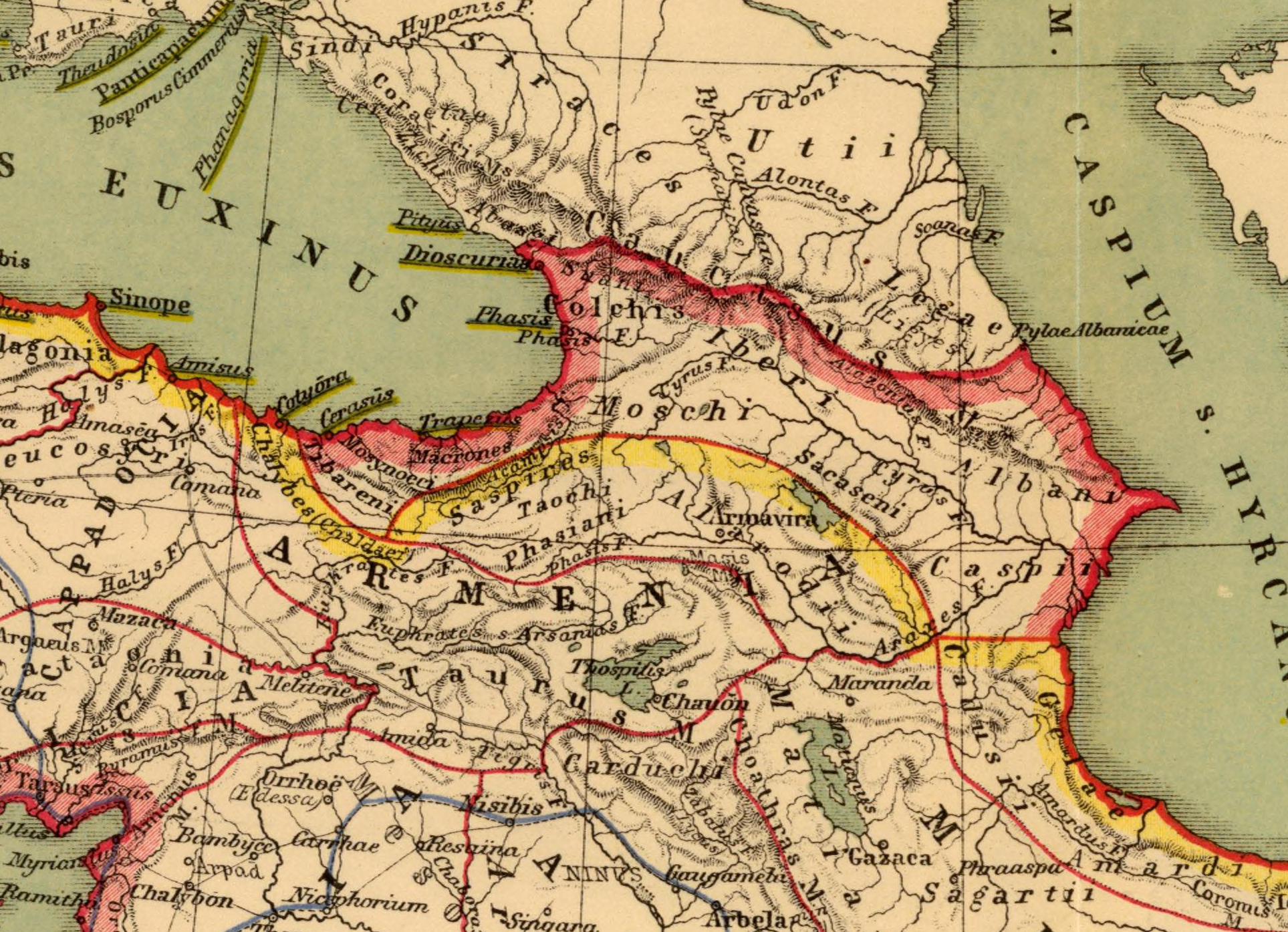
Matiene helye, az Urmia tótól nyugatra

A matianusok ókori nép. Matiana Médiának egy északnyugati vidéke, fővárosa Gaza (vagy Gazaca) volt. Csaknem minden oldalról hatalmas hegyektől körülvett fennsík a mantianai sóstó (ma Urmia tó) körül. Armenia felé eső határhegységét Hérodotosz szerint Matienei hegynek nevezték. Nagy Sándor a területet az Akhaimenida Atropatésznek adományozta, ezután Media Atropatene (ma Kelet-Azerbajdzsán tartomány az Nyugat-Azerbajdzsán tartomány) lett a neve. A római korban Kis Mediának (Media Minor) nevezték. Lakóiról, a matianusokról szinte semmit sem tudunk, azt sem, hogy nyelvük melyik nyelvcsaládhoz tartozhatott. Sztrabón tesz említést róluk.